# معدن بینگم کنین

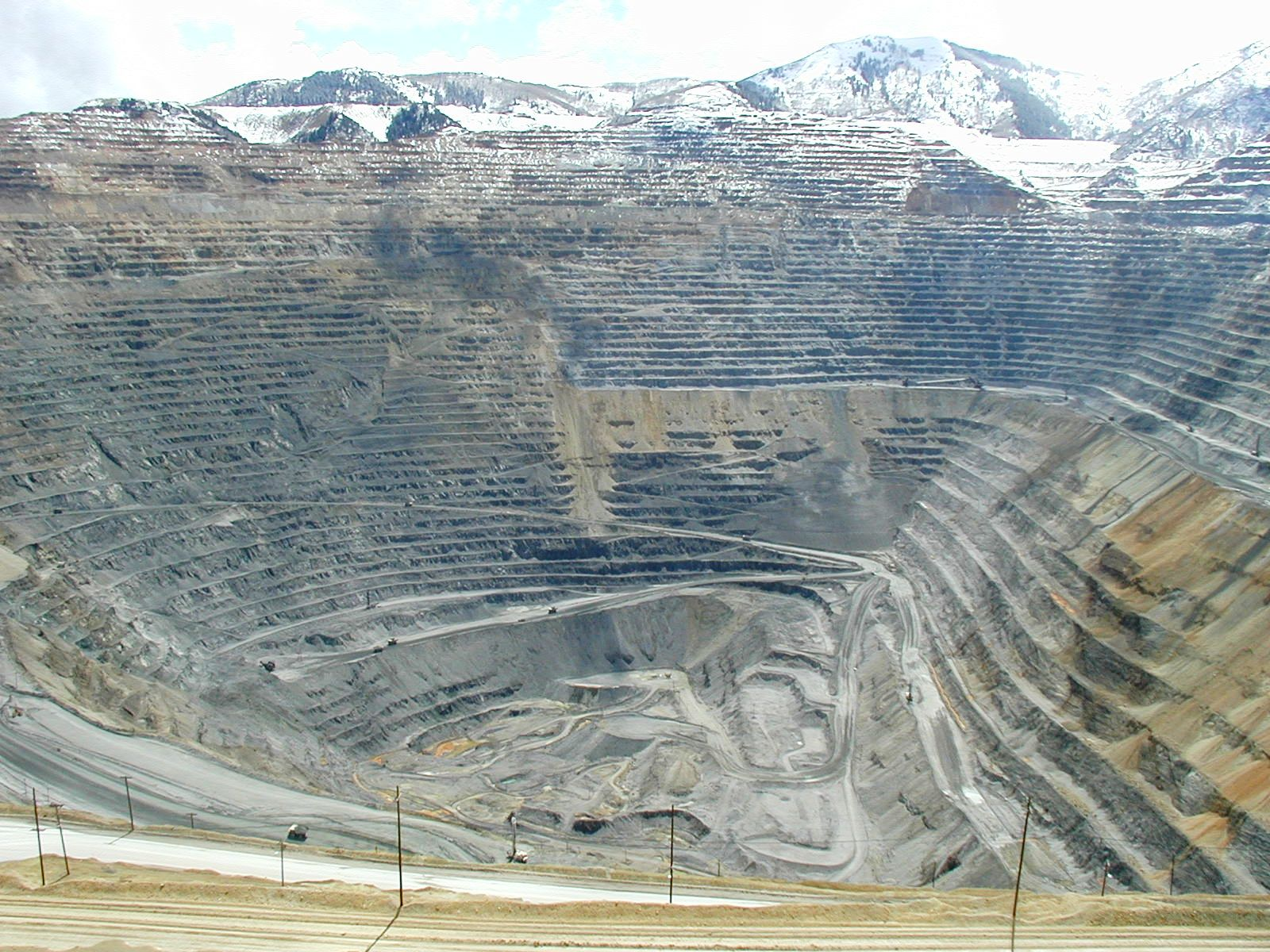

معدن بینگم کنین (به انگلیسی: Bingham Canyon Mine)بینگهام یا معدن مس کنه‌کات یا معدن مس بوتا یک معدن روباز است که در ایالت یوتا آمریکا قرار دارد که ۹۷۰ متر عمق و ۴ کیلومتر عرض دارد و بزرگترین گودال ساخت بشر است. وسعت این معدن ۷۷۰ هکتار می‌باشد و از فضا قابل مشاهده است.
کار خاک برداری این حفره عظیم از سال ۱۸۶۳ شروع شد و هنوز ادامه دارد و هر روز بر بزرگی آن افزوده می‌شود. این معدن متعلق به شرکت ریو تینتو است. این معدن به عنوان دومین تولیدکننده بزرگ مس در ایالات متحده، حدود ۱۳ درصد از مس مورد نیاز این کشور را فراهم می‌کند و بیش از هر معدن دیگری در جهان سنگ معدن مس تولید کرده است (حدوداً ۱۶٫۴ میلیون تن).

بنابر توضیحاتی که در سایت رسمی معدن وابسته به شرکت ریوتینو آمده است، بینگم کنین به مانند بسیاری از معادن دیگر، میزبان بازدیدکنندگانی است که می‌خواهند چیزهای بیشتری از معدن بدانند و از آثار آن بر زندگی روزمرۀ انسان‌ها بیشتر مطلع گردند. بر اساس آمارهای ارائه شده در سایت یاد شده، مرکز بازدید این معدن در سال ۱۹۹۲ درآمدی حدود ۲.۸ میلیون دلار داشته است، که این در مقایسه با درآمد ۱.۸ میلیارد دلاری سالانۀ این معدن، رقم اندکی به شمار می‌رود که در اختیار بنیاد خیریۀ مرتبط قرار گرفته است.

## پیوندها
- صفحه اینترنتی رسمی معدن بینگم کنین
- مجموعه تصاویر از معدن
- تصویر چشم‌انداز (سراسرنما) از معدن
- زمین‌شناسی، معدن و پردازش مواد در بینگم